# Suzanne Balogh
Suzanne Balogh (n. 8 mai 1973, Queanbeyan⁠(d), Noul Wales de Sud, Australia) este o trăgătoare de tir ce a reprezentat Australia, medaliată olimpică. A participat la două ediții ale Jocurilor Olimpice (2004, 2012) în care a câștigat 1 medalie de aur.